# Sint-Jacekkerk (Warschau)
De Sint-Jacekkerk (Pools: Kościół św. Jacka) of Hyacinthuskerk is een rooms-katholieke kerk van de Dominicanerorde in de wijk Nieuwe Stad in Warschau. De kerk werd ontworpen door de Zwitsers-Poolse architect Giovanni Trevano en later verbouwd door de Nederlands-Poolse architect Tielman van Gameren. De kerk werd bekostigd door koning Sigismund III van Polen. De kerk heeft architectuurelementen uit de gotiek, renaissance en de vroegbarok. De kerk ligt schuin tegenover de 18e-eeuwse Heilige-Geestkerk. Deze kerk wordt vooral bezocht door de Armeense gemeenschap in Warschau.

## Geschiedenis
De kerk werd in  1603 door Sigismund III van Polen bekostigd voor de dominicanen en ontwerpen door de architect Giovanni Trevano. De Dominicanen waren al begonnen aan het bouwen van een Gotisch koor. De monniken kozen de Gotiek, omdat de kerk daardoor ouder leek en erg aansloot bij de meer behoudende traditie van Mazovische architectuur. De dominicanen hadden zich pas in 1603 in de stad gevestigd. Het koor heeft sierstucwerk in de Lublinse stijl. Op het koor zijn ook de tombes van Vojvode van Podlasië, Jerzy Ossoliński en zijn eerste twee echtgenotes, Katarzyna Ossolińska en Anna Tarnowska, te vinden.
In 1625 woedde de pest in Warschau; hierdoor kwam de bouw van de kerk stil te liggen. De kerk en het nabijgelegen klooster werden voltooid in 1639. Het Dominicanenklooster was en is het grootste klooster van de stad.
De kerk werd door'Tielman van Gameren tussen 1690-1694 uitgebreid met een zijkapel voor het echtpaar Adam Kotowski en Małgorzata Kotowska. Deze zijkapel is gewijd aan Dominicus Guzmán. De zijkapel is het enige deel van de kerk dat tijdens de Opstand van Warschau in de Tweede Wereldoorlog niet vernietigd werd. De overige delen van de kerk zijn na de oorlog herbouwd.